# Sphaeriestes
Sphaeriestes es un género de coleóptero (escarabajo) de la familia Salpingidae. Es de distribución holártica.

## Especies
Las especies de este género son:
- Sphaeriestes impressus
- Sphaeriestes aeratus
- Sphaeriestes alternatus
- Sphaeriestes bilunatus
- Sphaeriestes bimaculatus
- Sphaeriestes brouni
- Sphaeriestes castaneus
- Sphaeriestes cribricollis
- Sphaeriestes exsanguis
- Sphaeriestes hudsoni
- Sphaeriestes laticollis
- Sphaeriestes nigrocyaneus
- Sphaeriestes pallidipes
- Sphaeriestes picatorum
- Sphaeriestes reductus
- Sphaeriestes reyi
- Sphaeriestes stockmanni
- Sphaeriestes swalei
- Sphaeriestes testaceus
- Sphaeriestes tibialis
- Sphaeriestes tuberculipennis
- Sphaeriestes turneri
- Sphaeriestes virescens
- Sphaeriestes viridiaeneus